# دوري أبطال الكونكاكاف 2019
دوري أبطال الكونكاكاف 2019 هو الموسم 54 من  دوري أبطال الكونكاكاف. أقيم خلال الفترة 19 فبراير 2019 وحتى 2 مايو 2019، والذي يشرف على تنظيمه كونكاكاف، وكان عدد الأندية المشاركة فيه  16، وفاز فيه نادي مونتيري.

## نتائج الموسم
| المركز | فريق         | لعب | ف | ت | خ | له | عليه | ف.أ | نقاط | ملاحظة |
| ------ | ------------ | --- | - | - | - | -- | ---- | --- | ---- | ------ |
|        | نادي مونتيري |     |   |   |   |    |      |     |      |        |